# 소도나우강

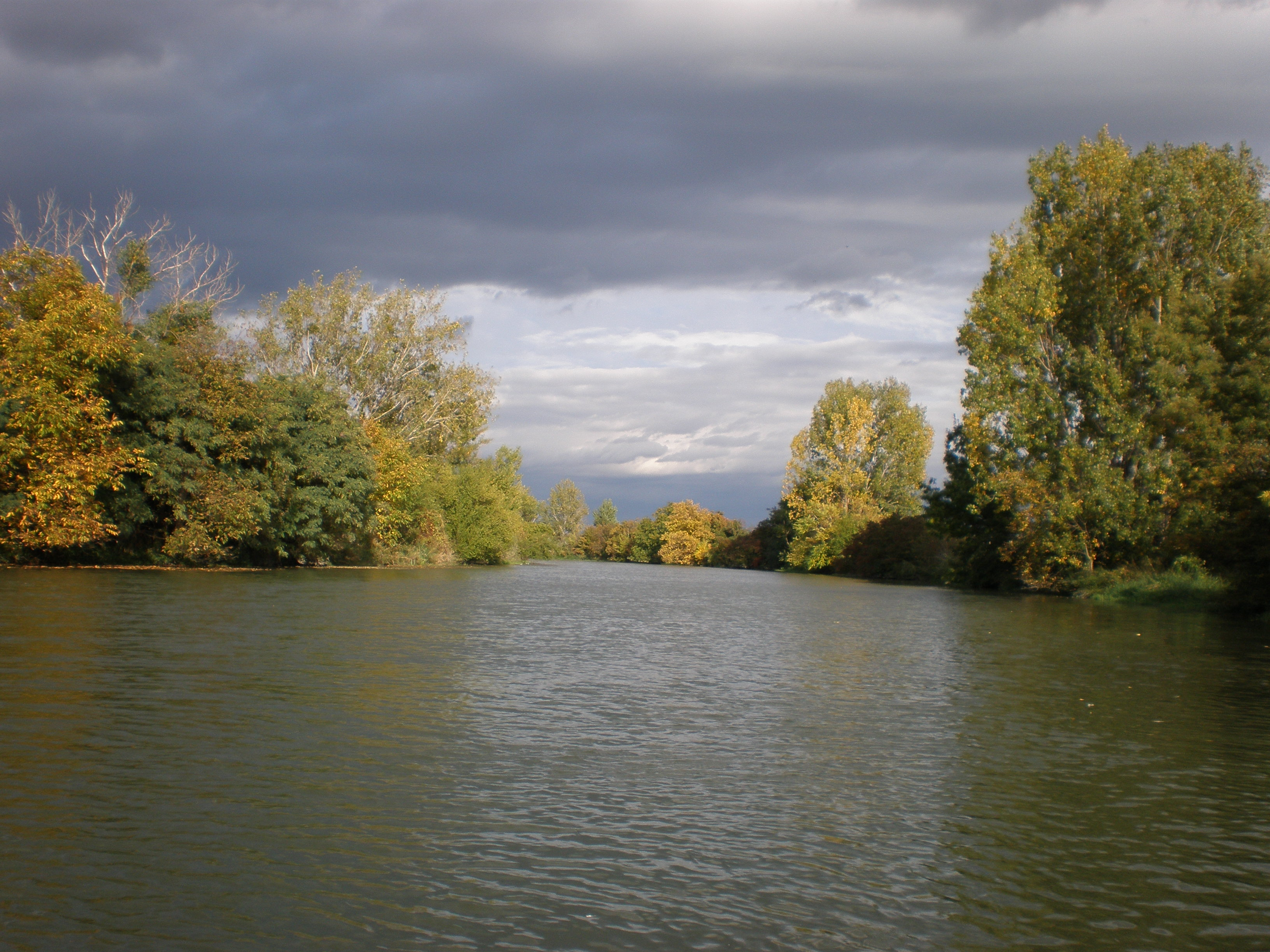
소도나우강

소도나우강(슬로바키아어: Malý Dunaj 말리두나이, 헝가리어: Kis-Duna 키슈두너[*])은 슬로바키아의 강으로 도나우강의 지류이며 길이는 128 km이다. 슬로바키아의 수도인 브라티슬라바 인근에서 도나우강과 평행하게 흐른 다음에 콜라로보에서 바흐강과 합류한다.